# Parafia Podwyższenia Krzyża Świętego w Stężycy Nadwieprzańskiej
Parafia Podwyższenia Krzyża Świętego w Stężycy Nadwieprzańskiej – parafia rzymskokatolicka, znajdująca się w archidiecezji lubelskiej, w dekanacie Krasnystaw – Zachód.
Według stanu na miesiąc październik 2016 liczba wiernych w parafii wynosiła 703 osoby.

## Zasięg parafii
Do parafii należą wierni z następujących miejscowości: Stężyca-Kolonia, Stężyca Łęczyńska, Stężyca Nadwieprzańska.